# Бергмайстер
Бергмайстер — перша після берггауптмана — найвища посадова особа у середні віки у гірничих роботах певного регіону, чи рудного району. Бергмайстер підпорядковувався берггауптману і в різні часи мав різні за масштабом посадові повноваження з тенденцією до їх звуження у пізніші часи.
Наводимо уривок з праці Георга Агріколи De Re Metallica (1556 р.), який саме присвячений опису гірничих посад часів пізнього Середньовіччя:
| Бергмайстер має вищу владу над усіма гірниками, за винятком небагатьох, а саме десятника, бухгалтера гірничого правління, очищувача срібла і мінцмейстера і самих монетників. Людей, що займаються крутійством, або недбайливих, або розбещених, він або ув'язнює, або позбавляє займаних ними посад, або накладає на них грошові стягнення. З цих грошових стягнень частина йде на утримання гірничої влади. У тих випадках, коли гірничопромисловці вступають у суперечку про кордони, він виконує роль арбітра, а якщо він сам не може вирішити питання, він виносить рішення разом з гірничими присяжними, на яких, однак, дозволяється скаржитися берггауптману. Свої розпорядження він заносить в особливу книгу і вивішує до загального відома на дошці. Крім того, в його обов'язки входить надавати за відповідними клопотаннями гірничі відводи, так само як і підтримувати такі, обміряти і обмежовувати гірничі ділянки, спостерігати за тим, щоб не здійснювалося ніяких небезпечних гірничих робіт. Колись на цілу державу був лише один бергмайстер, який зазвичай призначав всіх (гірничих) суддів і мав над ними вищу владу. При цьому кожен рудник мав свого суддю, подібно до того, як нині на його місці, тільки зі зміною назви, бергмайстера. На розгляд колишнього бергмайстера у Фрейберзі Мейссенському віддавалися всі суперечки, і звідси виникає те, що дане право вирішення спорів залишалося за Фрейбергом. |